# FMとよみ
株式会社FMとよみ（エフエムとよみ）は、沖縄県豊見城市を拠点にとするコミュニティ放送局である。

## 概要
沖縄県で9番目のコミュニティ放送局として、2008年3月2日に開局した。開局日が8.3.2と周波数になっている。当初は2008年2月17日の開局を予定し、関係者へも連絡も終わらせていたが送信所関連の機材業者からの納品が遅れ、翌月の3月の最初の日曜日の開局となった。しかし、この日が周波数と重なったことはスタッフも全く気付かずオープニング特番の番組中にゲストが「2008年3月2日 つまり8.3.2を選んだのですね！」との発言で初めて開局日と周波数が一致していることに気づく結果となった。
開局当初は10Wで申請し免許証を受領するが、市内においても低地や高層ビルに影響され聞きづらいとの問合せが多く2009年に約半年かけて総務省に再申請し20Wの免許を取得。
沖縄のコミュニティ放送局には類をみない「機動性」を重視し、ラジオカー1台、その他放送中継車両を有し、かなり幅広く番組で活用している。2010年には通信条件の悪い中、慶良間諸島座間味島から中継車を使用しての「ラフウォータースイミング大会」の生放送に成功している。パーソナリティーは約120名。FMとよみスタッフには2名の防災士。2名の第2級陸上無線技術士（社長は第1級陸上無線技術士を63歳で取得）。
スタジオは、豊見城市役所内の本スタジオ（Aスタ）とサテライトスタジオ（2019年5月に市役所入口横にオープン）の2室を有し、台風や地震、その他の災害時には市役所屋上の予備送信所と直接接続できるようになり、非常時の体制強化を図っている。
また、2008年開局当初より沖縄アウトレットモールあしびなーサテライトスタジオから毎週土曜日に放送。2011年6月からは新たに豊見城市豊見城団地前大通りのサテライトスタジオ（建物の老朽化により2019年に閉鎖）で民謡番組を2時間生放送していた。さらに、2019年5月から沖縄初となる豊見城市役所サテライトスタジオ「Tomigusuku City Hall Studio」を設けて午前8時台から3時間生放送を行っている。
インターネットでの聴取が可能となる（リスラジ）。
ユニークな取り組みとして、少年野球やハーリー大会、トライアスロンなどを生放送することができる（解説者つき）。
2020年9月には豊見城市役所内で売店（ラ・マジュン）をオープンさせている。これは災害発生時に市役所とタイアップした迅速な対応が可能であることと、沖縄の場合は災害支援に多大な時間を要するであろうことから避難所への食糧支援・迅速な情報提供ができることを考慮している。さらに、2021年1月には豊見城市豊見城の本スタジオ（Aスタジオ）を豊見城市役所内に「FMとよみOFFICE」として転居するとともに、予備送信所を市役所屋上に設置することで緊急時に対応を最高レベルまで上げている。
2021年には沖縄県内で唯一の「臨時災害FM局」の協定を豊見城市と締結している。
2023年5月より「FMとよみ　子ども未来チケット」制度を導入し、月 - 金曜日（休日を除く）には中学生以下の子ども達へ無料で食事を提供している。協力スポンサーは開始時で17法人でのスタートとなっている。

## 主な番組

### 平日
- 7:00 -  8:00 Vivaとよみパラダイス!生放送（豊見城市役所OFFICE「FMとよみAスタジオ」から）
- 8:00 - 10:00 Vivaとよみパラダイス!（FMとよみ　豊見城市庁舎サテライトスタジオから生放送）
- 11:00 - 12:00 FMとよみ寄席
- 12:00 - 14:00 島唄タイム（日替わり民用番組）
- 15:00 - 16:00 「日本を支えた昭和の歌　～お昼の昭和ラジオ～」（生放送）
- 17:00 - 19:00　市役所Aスタジオから「夕焼けシャンシャン」（生放送）
- 19:00 - 22:00  市民パーソナリティによる生放送（各60分）（本スタジオ）

### 土曜
- 9:00 - 10:00 平日番組の再放送　または　お出かけ生放送枠
- 11:00 - 13:00 Viva!!あしびばパラダイス!! 沖縄アウトレットモールあしびなースタジオから生放送
- 13:00 - 14:00 ミュージック　ミートゥ　ザ　ワールド（DJ　Matukawa）

### 日曜
- 17:00 - 18:00 朗読へのいざない
- 21:00 - 22:00 ちえのMusic a GoGo